# Erva marinha

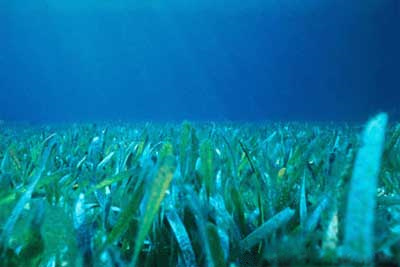
Prado marinho na Flórida.

Angiospermas marinhas é a designação dada às plantas que produzem flor adaptadas à vida na água do mar que formam prados marinhos nos fundos eufóticos dos oceanos. Estas plantas encontram-se em muitas praias e pertencem às famílias Posidoniaceae, Zosteraceae, Hydrocharitaceae e Cymodoceaceae. Têm um importante papel nos ecossistemas costeiros, não só pela sua produtividade, mas também por servirem de refúgio a muitos animais bentónicos.

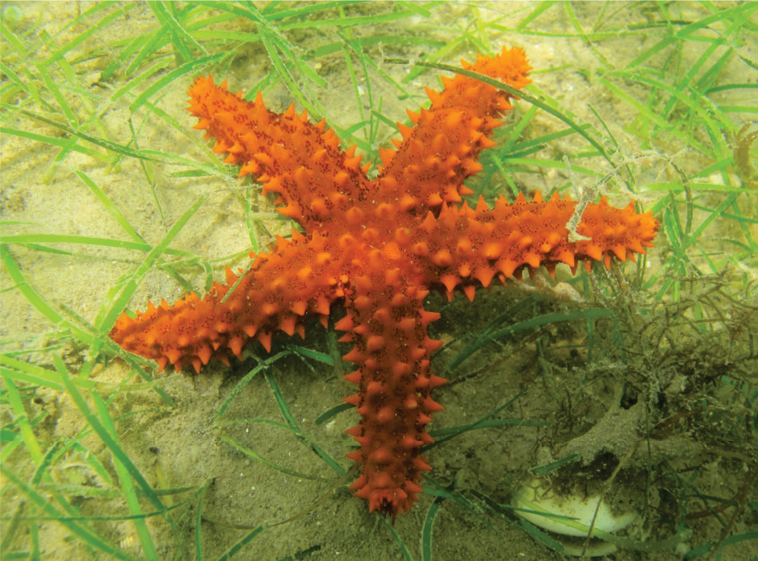
Estrela do mar (Echinaster echinophorus) no meio de ervas marinhas.

O nome vulgar "erva marinha", que está em desuso, provém do fato das suas folhas se assemelharem, embora superficialmente, com as ervas terrestres da família Poaceae.

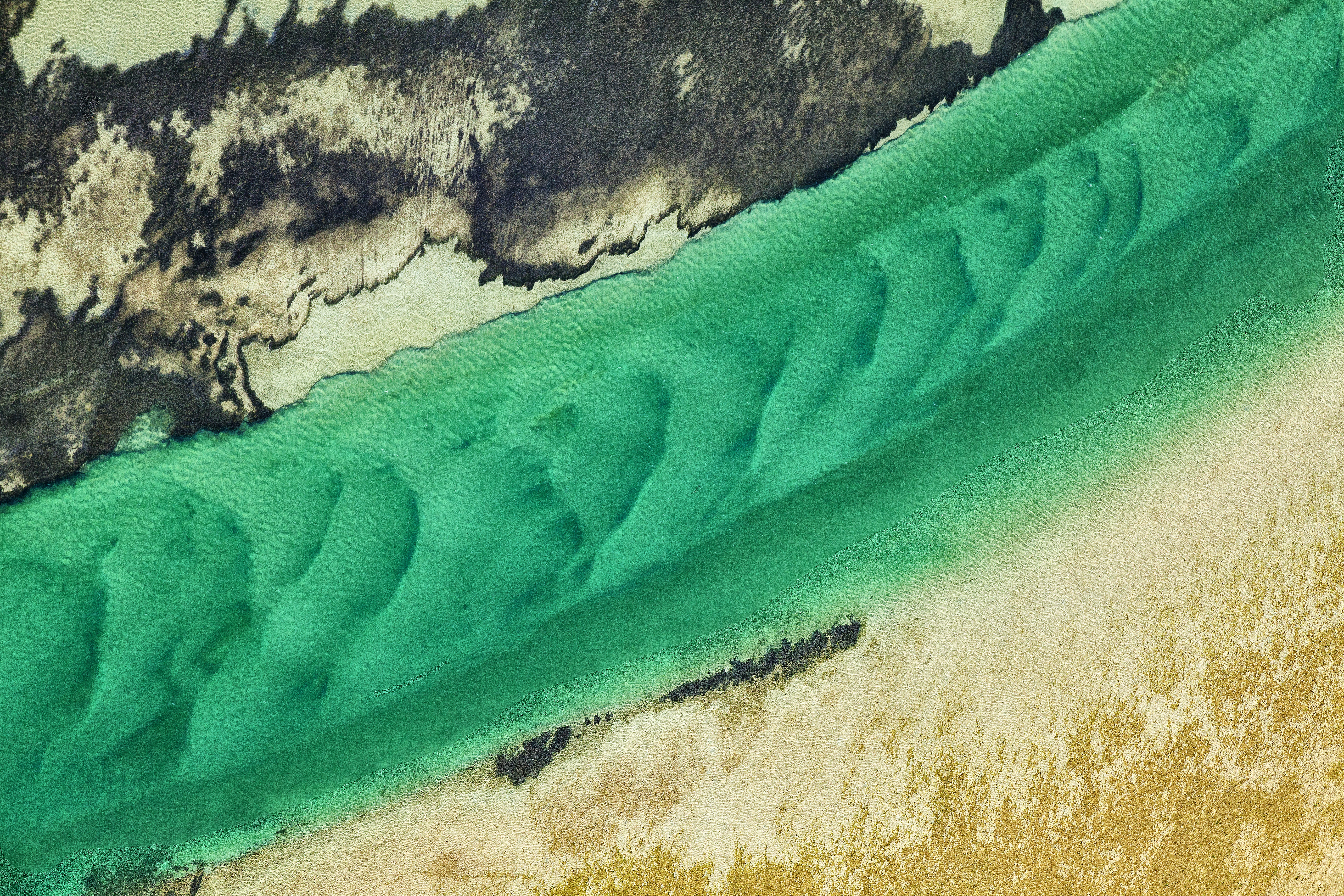
Visão aérea de prado marinho em Shark Bay, Austrália.